# Диспареунія
Диспареунія (лат. dys — порушення, розлад + грец. pareunos — той, хто лежить у ліжку поруч) — загальна назва сексуальних розладів у жінок: біль або дискомфорт під час або після статевого акту чи іншого вагінального сексу.

## Симптоми
Ті, хто відчувають тазовий біль при спробі вагінального сексу, описують біль по-різному. Це відображає те, скільки різних причин диспареунії перетинаються. Локалізація, характер і тривалість болю допомагають зрозуміти потенційні причини та методи лікування.
Деякі жінки описують поверхневий біль при відкритті вагіни або вульви, коли починається проникнення. Інші відчувають сильніший біль у вагінальному склепінні або глибоко в тазу при глибшому проникненні. Деякі відчувають біль більше ніж в одному з цих місць. Визначення того, поверхневий чи глибокий біль, важливо для розуміння його причин. Деякі пацієнтки завжди відчували біль з першої спроби, інші починають відчувати біль після травми чи інфекції, або циклічно з менструацією. Іноді біль посилюється з часом.